# Associació Nacional de Fabricants Elèctrics
La National Electrical Manufacturers Association (NEMA) (Associació Nacional de Fabricants Elèctrics) és una associació d'industrial nord-americana, creada l'1 de setembre de 1926 després de la fusió de la Associated Manufacturers of Electrical Supplies ( Fabricants de Subministraments Elèctrics Associats) i la Electric Power Club (Club de Potència Elèctrica). La seva seu principal està en el veïnat de Rosslyn, a  Arlington (Virgínia), i compta amb més de 400 membres associats. Aquest organisme és el responsable de nombrosos  estàndards industrials comuns usats en el camp de l'electricitat. Entre d'altres, la NEMA ha establert una àmplia gamma d'estàndards per encapsulats d'equipaments elèctrics, publicats com NEMA Standards Publication 250.

## Objectius NEMA
L'objectiu fonamental de NEMA és promoure la competitivitat de les seves companyies sòcies, proporcionant serveis de qualitat que impactaran positivament en les normes, regulacions governamentals, i economia de mercat, sent possible tot això a través de:
- Lideratge en el desenvolupament de les normes i protecció de posicions tècniques que afavoreixin els interessos de la indústria i dels usuaris dels productes.
- Treball continu per assegurar que la legislació i regulacions del govern relacionats amb els productes i operacions siguin competents amb les necessitats de la indústria.
- Estudi del mercat i de la indústria, a través de la recopilació, anàlisi i difusió de dades.
- Promoció de la seguretat dels productes elèctrics, en el seu disseny, fabricació i utilització.
- Informació sobre els mercats i la indústria als mitjans de comunicació ia altres interessats.
- Suport als interessos de la indústria en tecnologies noves i al seu desenvolupament.

Una norma de la NEMA defineix un producte, procés o procediment amb referència a les següents característiques:
- Nomenclatura
- Composició
- Construcció
- Dimensions
- Toleràncies
- Seguretat
- Característiques operacionals
- Performance
- Abastos
- Prova
- Servei per al qual és dissenyat

## Encapsulacions NEMA

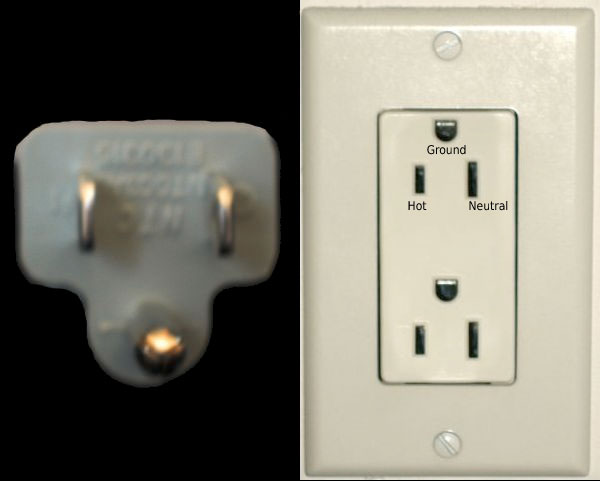
Exemple de connector NEMA.

Depenent de l'aplicació industrial a la qual va dirigida l'encapsulament, l'NEMA defineix diferents estàndards, dissenyats per cobrir el nivell de protecció necessari atenent a diferents condicions ambientals. Un encapsulament NEMA típic pot respondre a diferents agents ambientals com ara aigua, pols, olis, refrigerants, o atmosferes que continguin agents agressius com acetilè o gasolina. A la pàgina de l'NEMA pot consultar-una llista completa d'aquests estàndards.

## Sectors
- Sistemes elèctrics en edificis (cablejat elèctric i control d'alarmes, incendis i seguretat).
- Productes comercials (equipament i accessoris elèctrics).
- Sistemes connectats (equips de mesura i distribució elèctrica, comunicacions industrials i de transport).
- Sistemes i productes industrials (automatització industrial, motors i generadors, materials magnètics i aïllants).
- Sistemes d'enllumenat (fonts i controls de llum, il·lumicació d'emergència) ː NEMA SSL 7A i NEMA SSL 7B.